# Тайхэйки
«Тайхэйки» (яп. 太平記 Повесть о Великом мире) — японский исторический феодальный эпос второй половины XIV в., самое крупное произведение, написанное в жанре гунки и наряду с Хэйкэ-моногатари является основным образцом повествовательного жанра японской феодальной литературы XIII—XVI вв.
Структурно Тайхэйки делится на три части. 1–12 свитки повествуют о зарождении планов императора Го-Дайго свергнуть сиккэнов (сёгунских регентов) — фактических правителей страны. 13–21 свитки посвящены событиям периода Намбокутё, войне  между Северным Двором Асикаги Такаудзи в Киото и Южным двором Императора Го-Дайго в Йосино близ Нары. В центре повествования 22–40 свитков — победа Северной династии и установление сёгуната Муромати.
Тайхэйки также содержит большое количество вставных новелл и более 60 буддийских рассказов сэцува.

## Публикации
- Японские самурайские сказания / Пер. В. Н. Горегляда. — СПб.: Северо-Запад Пресс, 2002. — 688 с. — (Золотая серия японской литературы). — ISBN 5-93699-015-X.